# АЗЛК-3733
АЗЛК-3733 «Тонник» — экспериментальный восьмиместный фургон завода АЗЛК на базе АЗЛК-2141 «Москвич». Было изготовлено три образца, один из них хранится в музее ретроавтомобилей.
Работа проводилась совместно с чешским автомобильным заводом в Братиславе (БАЗ). Представители Чехии отвечали за кузов, они также создали модификацию фургон BAZ TYP MNA 1000 (цифра указывает на грузоподъемность фургона) на основе проекта «АЗЛК-3733». Шасси и двигатели планировалось производить в Москве на узлах АЗЛК-2141. На опытные образцы ставились бензиновые двигатели «АЗЛК-21414» объёмом 1,8 литра (95 л. с.) и дизели «АЗЛК-21413» с турбонаддувом мощностью 85 л.с.
Предполагалось организовать сборку на заводах в Братиславе и в Саратовской области (Красноармейскавтосельмаш).
В 1989—1991 гг. АЗЛК совместно с Братиславским автомобильным заводом сделали три опытных образца. Фургон хранится на заводе в Братиславе, один из микроавтобусов находится в музее ретроавтомобилей, третий — утерян.